# George Siemens
George Siemens é um teorizador dos processos de aprendizagem na era digital.
Siemens é professor assistente Center for Distance Education e um pesquisador e estrategista Technology Enhanced Knowledge Research Institute (TEKRI) no Athabasca University em Alberta, no Canadá. Seu papel como um estrategista de mídia social envolve planejamento, pesquisa e implementação de tecnologias sociais em rede, com foco no impacto sistémico e mudança institucional.
Antes de Athabasca University, ele era o diretor adjunto de Pesquisa e Desenvolvimento com o Centro de Tecnologias de Aprendizagem da University of Manitoba.
O seu interesse pela exploração das possibilidades pedagógicas das novas tecnologias da informação e comunicação levou-o, juntamente com Stephen Downes (Institute for Information Technology's e-Learning Research Group, Canadá), a propor o Conectivismo, que apresenta como um novo paradigma de ensino-aprendizagem.
Primeiramente apresentado em 2004, o conceito de conectivismo foi desenvolvido e divulgado através da publicação de artigos em suporte de papel e on-line, de capítulos de livros, da participação em encontros científicos e da organização de um curso on-line, através da Universidade de Manitoba que teve a participação de 2.400 pessoas de todo mundo.
O paradigma conectivista foi sistematizado por Siemens no livro Knowing Knowledge (2006), uma exploração de como o contexto e características do conhecimento mudaram e o que isso significa para as organizações de hoje.